# Vasile Alecsandri
Vasile Alecsandri (Bacău, 21 luglio 1821 – Mircești, 22 agosto 1890) è stato un poeta, scrittore e politico romeno.
È stato un appassionato collezionista di canzoni folkloristiche romene e uno dei principali attivisti del movimento a difesa dell'identità culturale romena.

## Biografia

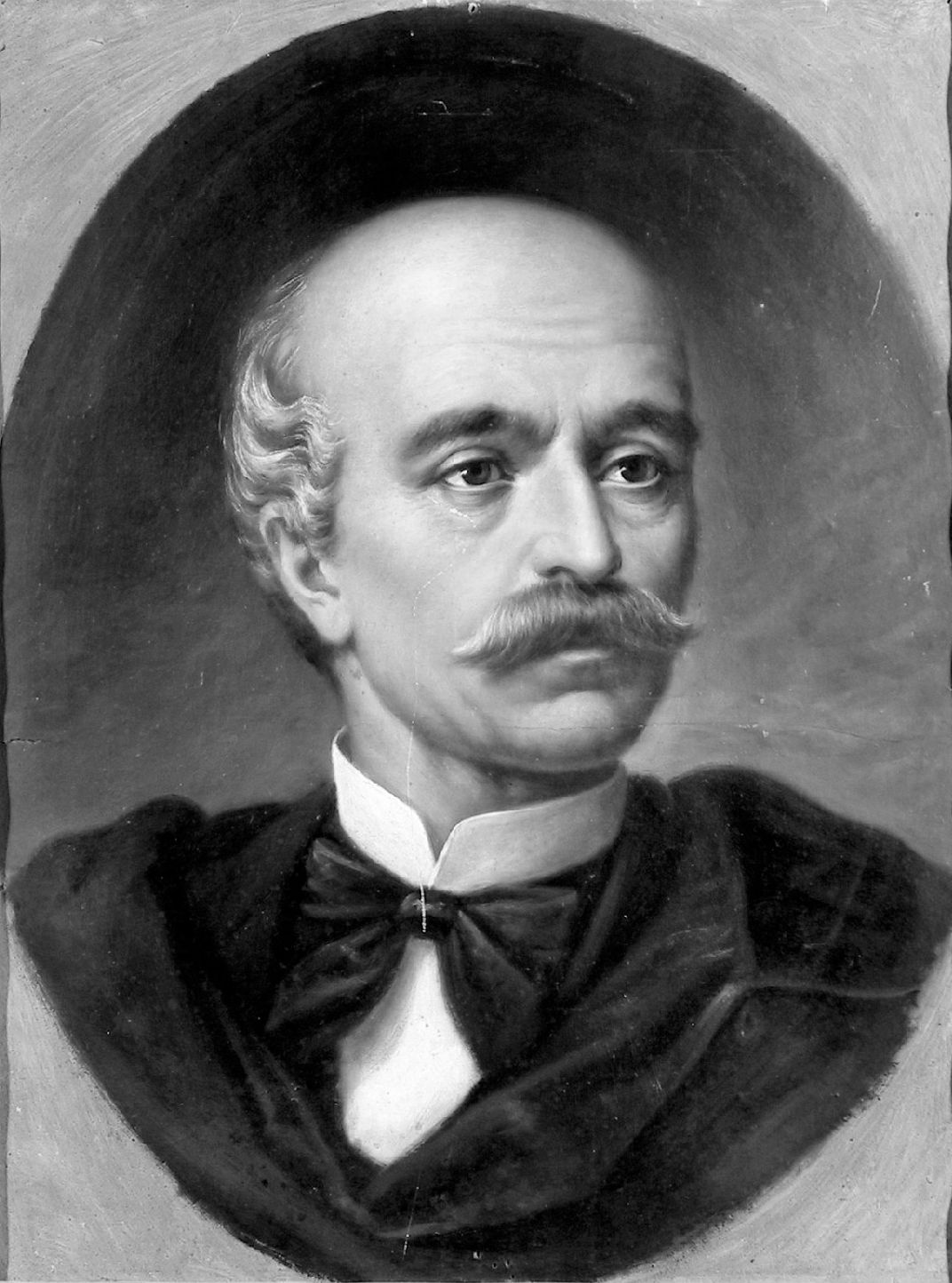
Ritratto di Vasile Alecsandri

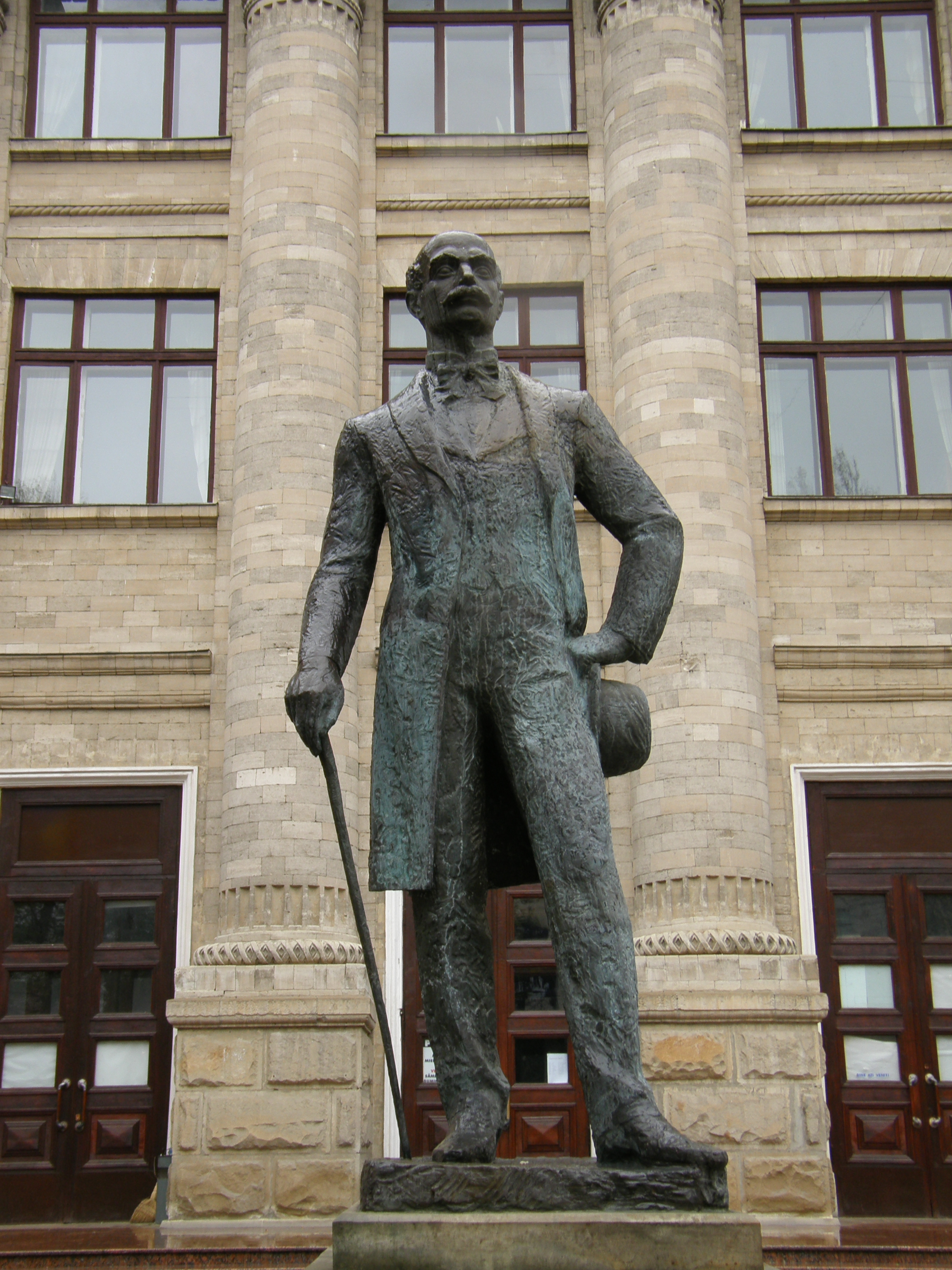
Monumento di Vasile Alecsandri a Chisinau, Repubblica di Moldavia (2008)

Nacque in una famiglia agiata, dedita al commercio e ai traffici agricoli.
Negli anni che vanno dal 1828 e il 1834, studiò al collegio Victor Cuenim, una scuola francese d'élite situata nella località di Iași. Si trasferì a Parigi nel 1834, dove intraprese studi di chimica, medicina e legge, presto abbandonati in favore della disciplina che lo ha maggiormente coinvolto, e cioè la letteratura.
Dopo aver completato gli studi nel 1838, visitò l'Italia e la Spagna e rinforzò i suoi contatti con il mondo romantico.
Nel 1845 fu uno dei promotori e fondatori del Teatro Nazionale moldavo, e nonostante questo impegno, trovò il tempo per viaggiare in Africa, in Oriente e soprattutto in Italia, trascinato dalla passione per Elena Negri, a cui dedicò un buon numero di poesie e assieme alla quale trascorse un paio di settimane a Venezia.
Nel 1848 divenne uno dei leader del movimento rivoluzionario moldavo, e a questa causa dedicò molte liriche, come Către Români (Ai romeni), oltreché la composizione del manifesto del movimento. Dopo il fallimento dei moti rivoluzionari, rientrò a Parigi dove riprese alacremente la sua attività artistica presentando una sua nuova commedia intitolata Chiriţa în Iaşi. In questi anni l'autore raccolse molto materiale riguardante il folclore romeno che aumentò la sua fama e la sua reputazione; da ricordare le ballate Mioriţa, Toma Alimoş, Mânăstirea Argeşului, e Novac şi Corbul, oltreché il suo volume di poesie originali, Doine şi Lăcrămioare.
Nel 1855 partecipo alla guerra di Crimea e in seguito si impegnò sempre più all'attività politica, assumendo la carica di ministro degli esteri e quella di fervente diplomatico, pronto a sostenere la questione dei Balcani.
L'anno seguente pubblicò sul giornale Steaua Dunării, il poema Hora Unirii, nel quale auspicò la ricompattazione delle province romene.
Dopo la morte della Negri, l'artista si innamorò di Paulina Lucasievici, con la quale si sposò nel 1876.
Tra il 1862 e il 1875, Alecsandri scrisse quaranta poemi lirici, comprendenti Miezul Iernii, Serile la Mirceşti, Iarna, La Gura Sobei, Oaspeţii Primăverii e Malul Siretului. Inoltre si impegnò anche nei poemi epici, raccolti nel volume Legende, e dedicò una serie di poemi ai soldati partecipanti alla guerra per l'indipendenza della Romania.
Nel 1878 la sua fama europea si consolidò grazie alla vittoria nel concorso dei Felibri di Montpellier, ottenuta con uno scritto sulla latinità (musicato in seguito da Filippo Marchetti).
Nel 1879 compose il dramma Despot-Vodă, a cui seguì la commedia fantastica Sânziana şi Pepelea (1881) e i due drammi, Fântâna Blanduziei (1883) e Ovidiu (1884).
Si può, a tutti gli effetti, considerarlo il padre del teatro nazionale romeno, per il quale scrisse monologhi, scenette, commedie e drammi a sfondo storico-sociale. Inoltre scrisse poesia popolare, compose ballate, canti di musica folk; poesie d'amore, tra le quali si ricordano i Pasteluri (Pastelli); poesie liriche ed epiche; prosa, racconti, viaggi, articoli di critica letteraria.

Fu membro della Massoneria.

## Memoria
La città di Torino gli ha intitolato una via, nel quartiere Pozzo Strada, in ricordo della sua attività diplomatica con il Piemonte.

## Opere principali

### Teatro

#### Commedie
- Chirița în Iași sau două fete ș-o neneacă (1850);
- Teatru românesc. Repertoriul dramatic al d-lui Vasile Alecsandri (1852);
- Chirița în provincie (1855);
- Chirița în voiagiu (1865);
- Chirița în balon (1875).

#### Drammi
- Cetatea Neamțului sau Sobiețchi și plăeșii români (1857);
- Lipitorile satelor (1863);
- Sgârcitul risipitor (1863);
- Despot Vodă, dramă istorică (1880);
- Fântâna Blanduziei (1884);
- Ovidiu (1890).

### Volumi di poesie
- Poezii poporale. Balade (Cîntice bătrânești) adunate și îndreptate de Vasile Alecsandri, Volumul I (1852);
- Poezii poporale. Balade (Cîntice bătrânești) adunate și îndreptate de Vasile Alecsandri, Volumul II (1853);
- Doine și lăcrimioare, 1842-1852 (1853);
- Poezii populare ale românilor adunate și întocmite de Vasile Alecsandri (1866).

### Prosa
- Istoria unui galben;
- Suvenire din Italia. Buchetiera de la Florența;
- Iașii în 1844;
- Un salon din Iași;
- Românii și poezia lor;
- O primblare la munți;
- Borsec;
- Balta-albă;
- Călătorie în Africa;
- Un episod din anul 1848;

#### Prosa su riviste
- Satire și alte poetice compuneri de prințul Antioh Cantemir;
- Melodiile românești;
- Prietenii românilor;
- Lamartine;
- Alecu Russo;
- Dridri;
- Din albumul unui bibliofil;
- Vasile Porojan;
- Margărita, (romanzo scritto nel 1870, pubblicato parzialmente nel 1880);
- Introducere la scrisorile lui Ion Ghica către Vasile Alecsandri.

### Opere complete
- Opere complecte: Poesii, Proză, Teatru, 1875.